# L'Amour toujours
L'Amour toujours est un album de Gigi d'Agostino sorti en 2000.

## Liste des titres

### CD 1
| No  | Titre                                | Durée |
| --- | ------------------------------------ | ----- |
| 1.  | Another Way                          |       |
| 2.  | L'Amour toujours (I'll Fly with You) |       |
| 3.  | Elisir                               |       |
| 4.  | The Riddle                           |       |
| 5.  | Passion                              |       |
| 6.  | Way                                  |       |
| 7.  | Star                                 |       |
| 8.  | Bla Bla Bla (Drammentenza Mix)       |       |
| 9.  | Amour                                |       |
| 10. | Music                                |       |
| 11. | Passion                              |       |
| 12. | Bla Bla Bla                          |       |

### CD 2
| No  | Titre                  | Durée |
| --- | ---------------------- | ----- |
| 1.  | Danse                  |       |
| 2.  | Movimento              |       |
| 3.  | Marche Electronique    |       |
| 4.  | Cuba Libre             |       |
| 5.  | My Dimension           |       |
| 6.  | Riddle (Instrumental)  |       |
| 7.  | Tekno Jam              |       |
| 8.  | Coca E Avana           |       |
| 9.  | Bla Bla Bla (Dark Mix) |       |
| 10. | Elektro Message        |       |
| 11. | Fly                    |       |

## Version Extended Play
En 2001, Gigi d'Agostino sort une version E.P (Extended play) de cet album.